# 연구항
연구항은 경상남도 거제시 하청면 연구리, 칠천도 섬에 있는 어항이다. 2003년 2월 3일 어촌정주어항으로 지정하여 관리하고 있다. 시설관리자는 거제시장이다.

## 어항 연혁
- 칠천도(七川島)의 서편 광이(廣耳)바다에 접하여 본래 드메, 두메 또는 연구라 하였는데 이는 서북에 냉질산이 막아 포구를 이룩하고 거북이 모양의 산과 바다를 상징하여 연구(蓮龜)라 하였다.

## 어항 구역
- 수역: 74,000m2(거제시 하청면 연구리 552-4번지 수역)
- 육역: 5,240m2

## 어항 시설
- 물양장, 선착장

## 주요 어종
- 도다리, 노래미, 홍합 등